# Мастепанов, Сергей Данилович
Серге́й Дани́лович Мастепа́нов (8 [21] октября 1913, Отрадная, Кубанская область — 26 февраля 2002, Малокурганный, Карачаево-Черкесская Республика) — российский учёный-паремиолог, фольклорист, историк. Узник сталинских лагерей.

## Биография
Родился 8 октября (по старому стилю) 1913 года в станице Отрадной Баталпашинского отдела Кубанской области в семье потомственных казаков. В 1923 году он пошел в школу, но проучился всего около 3,5 месяцев в 3-м классе и, как он потом сам вспоминал: «один день в четвёртом»: после смерти отца нужно было работать и кормить семью.
Затем окончил два курса Московского заочного института иностранных языков, получил специальность общественно-политического переводчика, а также заочные курсы эсперанто, отделения научных переводчиков высшей квалификации на факультетах немецкого, английского и итальянского языков Московского заочного института иностранных языков.
Работает учителем немецкого языка в Усть-Джегутинской районной средней школе, директором школы, избирается членом ЦК Союза эсперантистов СССР, членом интернационала пролетарских эсперантистов.
Когда Мастепанову было прислано приглашение на Международный форум эсперантистов в Лондоне, на него был написан донос. 25 декабря 1937 года был арестован по обвинению в контрреволюционной деятельности (шпионаж, организация фашистской повстанческой армии). Краевой тройкой приговорён к расстрелу, заменённому на 10 лет лагерей. Заключение отбывал в Ухтпечлаге с мая 1938 по конец декабря 1947 года. Работал грузчиком, чернорабочим, на лесоповале и раскорчёвке пней. Встречался с военачальником А. И. Тодорским и писателем Остапом Вишней, который спас ему жизнь[как?]. В заключении выучился японскому, польскому языкам и латыни.
После освобождения вернулся к преподаванию. Собрал уникальную коллекцию пословиц и поговорок, не раз приглашался на международные конгрессы. Один из авторов сборника «Мудрость и разум объединённых наций», в 1961 и 1969 годах изданного в Нью-Йорке.
Жил в посёлке Малокурганный Карачаево-Черкесии. Занимался также историей, археологией.

## Увековечение памяти
- О Сергее Данилович Мастепанове писали П. И. Ткаченко и С. К. Филиппов.
- Ему посвящён документальный фильм «Хранитель», снятый по сценарию известного кубанского писателя Гария Немченко[3].